# マーク C 中戦車
マーク C 中戦車（マーク C ちゅうせんしゃ、Medium Tank Mark C）とは第一次世界大戦中にイギリスで開発された戦車である。しかし量産化が遅く、実戦投入に間に合うことはなかった。

## 開発
1917年、ウィリアム・トリットン卿は、以前に彼の協力者をつとめたウォルター・ゴードン・ウィルソンの参加なしにホイペット中戦車を開発していた。このためウィルソン少佐は1917年7月、彼自身の手になる改良型の設計を開始し、これがマーク B 中戦車となった。トリットン卿はウィルソンの意図に気づくと、すぐさま自身の主任設計者であるウィリアム・リグビーに対し、ライバルとなる型の設計を指示した。これがマーク C 中戦車である。
1918年4月19日、設計図はイギリス陸軍の承認を得た。試作車輌はトリットンの保有する工場で8月に完成、これはマーク B 中戦車の完成する数週間前だった。当初200両の本戦車が発注された。後にこの数は600両に増やされ、全てがウィリアム・フォスター社と副契約企業のアームレット&ウォートリー社で製造されることとなった。この戦車の俗称は「ホーネット」とされていたが、しかし誰もこれを使用した形跡はない。

## 説明

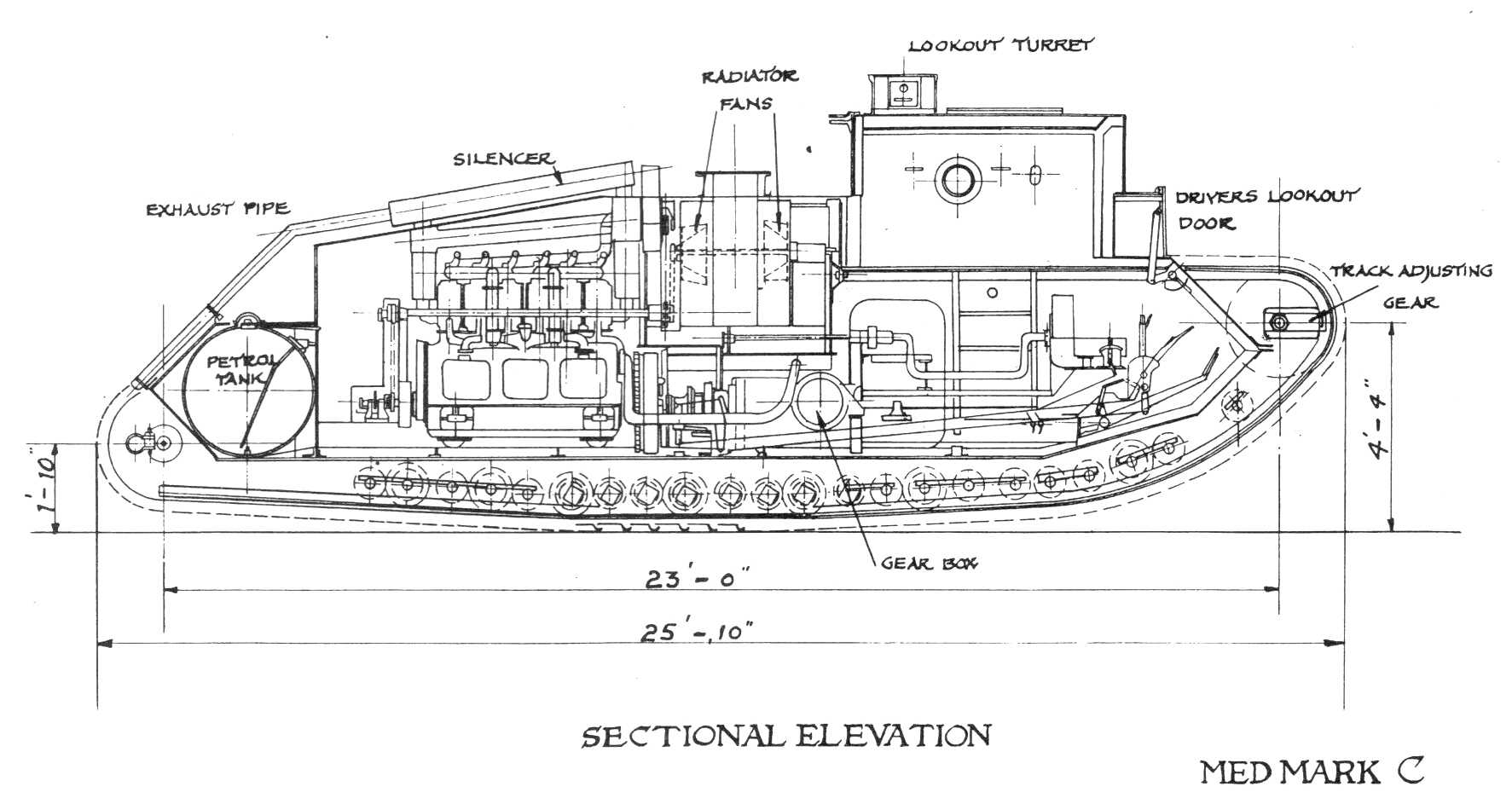
マーク C 中戦車の内部構造図。

表面上、マーク C 中戦車は対抗車であるマーク B 中戦車にかなり似て見える。この車輌は、マークI戦車や後の重戦車に一般的な菱形形状と、車体前方に装甲化された構造物や砲郭とを組み合わせており、5挺の機銃を球形銃架に装備している。ただし、トリットンのマーク C 中戦車はより全長の長い車輌になっていた。マーク B 中戦車と同様、この車輌は後部に隔離された機関区画を持つ。しかしこの区画は、標準的なエピサイクリック・トランスミッションの後方に、通常の6気筒リカード・エンジンを収納するに十分なほど大きかった。またこの部分は戦闘区画から容易にアクセスできた。より大型化された戦車のエンジンはおよそ13km/hの高速を発揮した。全長がより長くなっていることで、本車には優れた超壕能力が与えられた。ガソリンタンクは680リットルの燃料を携行し、行動範囲は230kmとなった。したがって全体的な機動性はマーク B 中戦車よりも相当良好だった。
リグビーは、この設計において人間工学的な改善に強く配慮していた。車長は特別な回転式の展望塔と小型の地図盤も配備された。11箇所の覘視孔が設けられていた。乗員4名の個人装備用として特別な収納箱が装着された。伝声管が命令伝達を改善するために採用された。操縦手用に走行距離計が備えられていた。

## 実戦投入

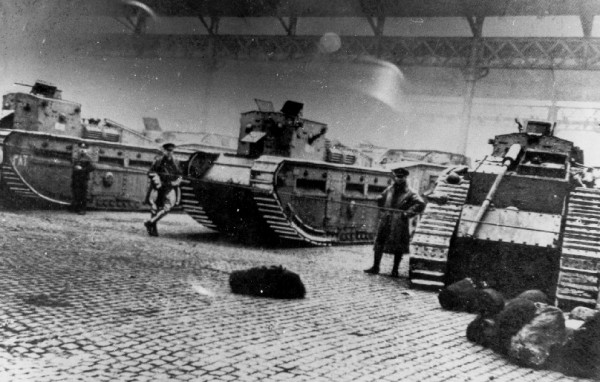
1919年、グラスゴーでの暴動（ジョージ・スクエアの戦い）の後に展開されたマーク C 中戦車。

1919年になってもマーク D 中戦車の量産準備ができていない状況があり得たため、戦車軍団では、この年に6,000両ものマーク C 中戦車が配備されることを望んでおり、そのうち3分の1は車体前部に長砲身6ポンド砲を装備した雄型だった。設計図は準備されたものの、この図面からは何も生まれなかった。戦争終了時に全ての指示がキャンセルされ、車輌36両のみが完成間近だった。総数50両の量産車を作り出すため、先行生産された部品から組立てられた他の14両と共にこれらは完成した。
J・F・C・フラー将軍は、「マーク D 中戦車の開発予算をマーク C 中戦車の量産に切り替え、そこで平時の戦車大隊全てにこの性能の良い戦車を装備すること」を考慮したものの、それに反対の決定を下した。
第2戦車大隊のみがこの戦車を保有した。これは戦車部隊の中でも最新型の戦車だったため、損傷から注意深く遠ざけられた。マーク C 中戦車は、ロシア内戦でのボルシェビキに対する遠征軍に参加したり、アイルランド独立戦争に送られることはなかった。本戦車のうち、1919年の戦勝パレードに参加したのは4両のマーク C 中戦車のみである。この戦車が唯一「実戦投入」されたのは1919年である。グラスゴーにおいてジョージ・スクエアの戦いとして知られる暴動が発生した後、当地の労働争議の鎮圧に当たった。
1925年、マーク C 中戦車は徐々にビッカース マークI 中戦車とビッカース マークII 中戦車に取り替えられていった。回収車輌としてマーク C 中戦車を用いるという提案は拒否された。新型トランスミッションの試験のため、1両が使用された。1940年、最後に残されたマーク C 中戦車が溶解処理された。